# Epipactis fageticola
Epipactis fageticola là một loài thực vật có hoa trong họ Lan. Loài này được (C.E.Hermos.) Devillers-Tersch. & Devillers mô tả khoa học đầu tiên năm 1999.